# Poutine

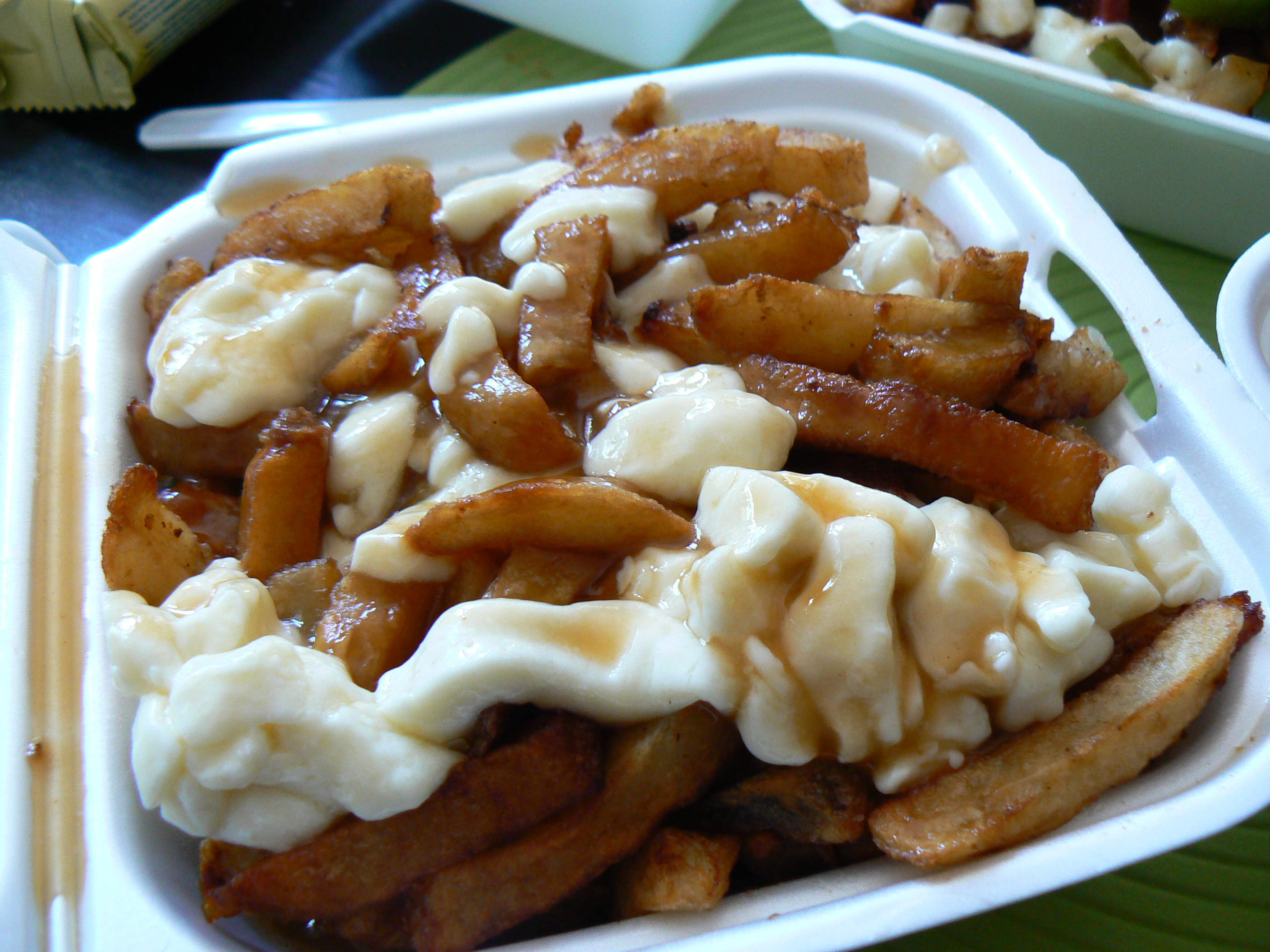
Poutine

Poutine – kanadyjska przekąska z prowincji Quebec. Składa się z frytek, charakterystycznego rodzaju sera (ang. cheese curds, powstaje m.in. przy wytwarzaniu sera typu cheddar) i sosu pieczeniowego. Spożywana jest głównie w prowincji, choć coraz częściej spotyka się ją za granicą.

## Historia
Przekąska została spopularyzowana przez restauratora Fernarda Lachance w Quebecu na początku 1957 roku, choć za wynalazcę często uważa się Jeana-Paula Roya, który miał opracować podobną potrawę w roku 1964. Nazwa potrawy jest slangowym określeniem puddingu.